# Kispiox River
Der Kispiox River ist ein ca. 150 km langer orographisch rechter Nebenfluss des Skeena River im Nordwesten der kanadischen Provinz British Columbia. 

## Flusslauf
Der Kispiox River entspringt in den Skeena Mountains, die einen Teil des British Columbia Interior bilden. Er fließt anfangs 10 km nach Nordwesten und wendet sich anschließend nach Süden und Südsüdosten. Er mündet schließlich 10 km nördlich von Hazelton in den Skeena River. Das Quellgebiet und der Oberlauf befinden sich im Swan Lake Kispiox River Provincial Park.
Das Einzugsgebiet des Kispiox River umfasst etwa 2080 km². Der mittlere Abfluss 14 km oberhalb der Mündung beträgt 44,7 m³/s. Die Monate Mai und Juni sind die abflussreichsten.